# Nancy Brandes
Nancy Brandes (n. Silviu Brandes, 1 mai 1946, București) este un dirijor, orchestrator, compozitor și actor comic israelian originar din România. În România este cunoscut ca membru fondator al formației Roșu și Negru. Emigrat în Israel la mijlocul anilor 1970, a colaborat cu artiști israelieni precum Ofra Haza, Zohar Argov, Avi Toledano, Yair Nitzani, Mirel Reznik etc.

## Discografie
Cu Roșu și Negru
- Leopardul/Cîntecul pădurii/Cadrane (1972, EP)
- Oameni de zăpadă/Pastorală (1974, single)
- Pădurea l-a gonit/Copiii păcii (1975, single)
- Formații de muzică pop 1 (1975, LP colectiv, piesa „Imnul copiilor”)
- De la o melodie... la alta 3 (1975, LP colectiv, piesa „Gînduri”, solist: Aurelian Andreescu)
- Muzică de colecție, Vol. 59 – Roșu și Negru (2008, compilație apărută cu Jurnalul Național, primele 6 piese)
- Timpul chitarelor (2009, album video, piesa „Soare și vînt”, filmare datată 1971)

## Compoziții
- „De ce nu-mi vii” – Roșu și Negru
- „Soare și vînt” – Roșu și Negru
- „Cîntecul pădurii” – Roșu și Negru
- „Cadrane” – Roșu și Negru
- „Și dacă” – Roșu și Negru
- „Pastorală” – Roșu și Negru
- „Oameni de zăpadă” – Roșu și Negru
- „Pădurea l-a gonit” – Roșu și Negru
- „Copiii păcii” – Roșu și Negru
- „Imnul copiilor” – Roșu și Negru
- „Nu te-a-ntîlnit” – Acvilina Severin (1972)
- „Albastrul unei mări imaginare” – Dida Drăgan (1973)
- „Povestea” – Cornel Constantiniu (1974)
- „Gînduri” – Aurelian Andreescu (1975)
- „Nu mi-e frică de tine” – Marina Florea (1995)